# Rolf von Gönner
Rolf von Gönner (* 25. April 1885 in Arzberg; † 29. März 1941 in München) war ein deutscher Politiker (NSDAP). Er war stellvertretender Reichsarbeitsführer.

## Leben
Gönner wurde im Juli 1932 Referent für Arbeitsdienst in der Reichsleitung der NSDAP. Im März 1933 wurde er Personalreferent bei der Reichsleitung des Reichsarbeitsdienstes (RAD). Ab Juli 1933 leitete er beim RAD das Personalamt. Danach wurde er Gauarbeitsführer.
In der Funktion des Generalarbeitsführers kandidierte auf dem Wahlvorschlag der NSDAP auf dem Listenplatz mit der Nummer 275 bei der Wahl zum Deutschen Reichstag am 29. März 1936, zog aber nicht in den nationalsozialistischen Reichstag ein. Er wohnte damals in Berlin-Lankwitz, Alsheimer Straße 4.

## Werke
- Spaten und Ähre. Das Handbuch der deutschen Jugend im Reichsarbeitsdienst, Heidelberg, mehrere Auflagen u. a. 1937 und 1939